# Moses Kiptanui
Moses Kiptanui (né le 1er octobre 1970 dans le district de Marakwet) est un athlète kényan spécialiste des courses de fond. Il est considéré comme l'un des meilleurs coureurs de 3 000 m steeple, grâce notamment à ses trois victoires lors des Championnats du monde en 1991, 1993 et 1995. À ces trois titres s'ajoutent une médaille d'argent mondiale en 1997 et une médaille d'argent aux Jeux olympiques de 1996. Il est l'ancien détenteur des records du monde du 3 000 m steeple, du 3 000 m et du 5 000 m.

## Carrière
Moses Kiptanui est le frère aîné de Ismael Kirui, champion du monde du 5 000 m en 1993, et le cousin germain de Richard Chelimo, champion du monde du 10 000 m en 1991. Repéré en 1989 par Samson Kimobwa, ancien détenteur du record du monde du 10 000 m, il s'illustre lors des Championnats du monde juniors de Plovdiv en remportant le titre du 1 500 m avec plus de vingt mètres d'avance sur ses concurrents. Il s'adjuge par ailleurs son premier titre international senior en devenant champion d'Afrique du 1 500 m au Caire.
L'année suivante, il réalise le temps de 8 min 06 s 46 sur 3 000 m steeple à l'occasion du meeting de Zurich, et ce après avoir été victime d'une chute dans le dernier tour. Vainqueur des sélections du Kenya devant les grands spécialistes mondiaux de la discipline que sont Patrick Sang, Peter Koech ou Julius Kariuki, il se qualifie pour ses premiers Championnats du monde. Le 31 août 1991, à Tokyo, Moses Kiptanui s'adjuge le titre mondial du 3 000 m steeple en 8 min 12 s 59, devançant de près d'une seconde son compatriote Patrick Sang et de près de trois secondes l'Algérien Azzedine Brahmi. Blessé au genou au début de la saison 1992, il ne termine que quatrième des sélections olympiques kényanes et n'obtient pas son billet pour les Jeux de Barcelone où trois de ses compatriotes réalisent un triplé historique. Il s'illustre néanmoins lors des meetings suivants en battant le record du monde du 3 000 mètres en 7 min 28 s 96, le 16 août à Cologne, puis celui du 3 000 m steeple en 8 min 02 s 08 trois jours plus tard à Zurich, améliorant de plus de trois secondes l'ancienne meilleure marque mondiale de Peter Koech établie en 1989.
En 1993, Moses Kiptanui remporte les Championnats du monde de Stuttgart devant Patrick Sang et Alessandro Lambruschini, signant en 8 min 06 s 36 la meilleure performance mondiale de l'année pour la troisième année consécutive. Le 8 juin 1995 à Rome, le Kényan établit le temps 12 min 55 s 30 sur 5 000 m et améliore ainsi le record du monde détenu par l'Éthiopien Haile Gebrselassie. Aux Championnats du monde de 1995, il remporte aisément son troisième titre d'affilée (8 min 04 s 16) devant son compatriote Christopher Kosgei (8 min 09 s 30). Le 16 août, Moses Kiptanui remporte le meeting de Zurich en 7 min 59 s 18 (nouveau record du monde) et devient à cette occasion le premier athlète à descendre sous la barrière des huit minutes sur le steeple.
Favori des Jeux olympiques d'Atlanta en 1996, le Kényan, surnommé désormais « Monsieur Steeple », est devancé par son compatriote Joseph Keter qui parvient à faire la différence dans la dernière ligne droite. Il connait une nouvelle déception un an plus tard à Athènes en se classant deuxième des Championnats du monde derrière Wilson Boit Kipketer. Ce dernier lui ravit par ailleurs le record du monde du 3 000 m steeple quelques jours plus tard à Cologne (7 min 55 s 72).
Il met un terme à sa carrière à l'issue de la saison 2000. Il dirige par la suite un centre d'entraînement d'athlétisme à Nyahururu, au Kenya.

## Palmarès
| Année | Compétition                    | Lieu      | Place | Épreuve         |
| ----- | ------------------------------ | --------- | ----- | --------------- |
| 1990  | Championnats du monde juniors  | Plovdiv   | 1er   | 1 500 m         |
| 1990  | Championnats d'Afrique         | Le Caire  | 1er   | 1 500 m         |
| 1991  | Championnats du monde          | Tokyo     | 1er   | 3 000 m steeple |
| 1993  | Championnats du monde          | Stuttgart | 1er   | 3 000 m steeple |
| 1993  | Finale du Grand Prix           | Londres   | 2e    | 3 000 m steeple |
| 1994  | Finale du Grand Prix           | Paris     | 3e    | 5 000 m         |
| 1995  | Championnats du monde          | Göteborg  | 1er   | 3 000 m steeple |
| 1995  | Finale du Grand Prix           | Monaco    | 1er   | 3 000 m steeple |
| 1996  | Jeux olympiques                | Atlanta   | 2e    | 3 000 m steeple |
| 1997  | Championnats du monde en salle | Paris     | 5e    | 3 000 m         |
| 1997  | Championnats du monde          | Athènes   | 2e    | 3 000 m steeple |
| 1997  | Finale du Grand Prix           | Fukuoka   | 2e    | 3 000 m steeple |

## Records

### Records personnels
| Épreuve         | Performance    | Date       | Lieu    |
| --------------- | -------------- | ---------- | ------- |
| 1 500 m         | 3 min 34 s 44  | 28/08/1994 | Rieti   |
| 3 000 m         | 7 min 27 s 18  | 25/07/1995 | Monaco  |
| 5 000 m         | 12 min 54 s 85 | 05/06/1996 | Rome    |
| 3 000 m steeple | 7 min 56 s 16  | 24/08/1997 | Cologne |

### Records du monde
- record du monde du 3 000 m steeple en 1992 avec 8 min 02 s 08 à Zurich
- record du monde du 3 000 m steeple en 1995 avec 7 min 59 s 18 à Zurich
- record du monde du 3 000 m en 1992 avec 7 min 28 s 96 à Cologne
- record du monde du 3 000 m en 1995 avec 7 min 27 s 18 à Monaco
- record du monde du 5 000 m en 1995 avec 12 min 55 s 30 à Rome